# Echinosquilla guerinii
Echinosquilla guerinii is een bidsprinkhaankreeftensoort uit de familie van de Protosquillidae. De wetenschappelijke naam van de soort is voor het eerst geldig gepubliceerd in 1861 door White.